# Аббади, Хулио Сесар
Ху́лио Се́сар Абба́дьеХисме́ро (исп. Julio César Abbadie Gismero; 7 сентября 1930, Сан-Рамон, Канелонес — 16 июля 2014, Монтевидео) — уругвайский футболист, нападающий.
Выступал в национальной сборной Уругвая (1954—1966). Участник финального турнира чемпионата мира 1954 года (4 матча, 2 гола в игре со сборной Шотландии). Выступал за уругвайский клуб «Пеньяроль», а также итальянские «Дженоа» и «Лекко». В составе «Пеньяроля» в 1966 году становился обладателем Кубка Либертадорес и Межконтинентального кубка. Всего за карьеру провёл 413 матчей, забил 128 мячей (в том числе в национальных чемпионатах — 310 матчей, 91 гол).

## Клубная карьера
Родился в уругвайском городе Сан-Рамон. Как игрок он дебютировал в клубе «Пеньяроль». Клуб на тот момент считался самым «итальянским» в стране: помимо того, что он был основан выходцами из итальянского города Пинероло, в команде всегда играло много иммигрантов из Италии.
В 1956 году Аббади отправился в итальянский «Дженоа», этот клуб победил в споре за игрока с такими грандами, как «Милан» и «Ювентус». Его дебют состоялся в первом же матче очередного сезона чемпионата Италии, Аббади вышел на замену в игре против «Ромы». Его полноценный дебют состоялся в матче против «Удинезе», который «Дженоа» проиграл 3:2, но после этого поражения уругваец не скрывал, что его новые одноклубники не снабжали его передачами и сурово относились к нему, как к новичку.
В первых двух сезонах 1956/57 и 1957/58 Аббади исполнял роль настоящего спасителя клуба, команда постоянно находилась под угрозой вылета в низшую лигу, но усилиями Аббади удерживалась в «Серии A». Так, в сезоне 1956/57 в последнем матче чемпионата против «Наполи», он не играл с первых минут матча из-за растяжения, но позже вышел на поле и забил победный гол, спасший «Дженоа» от понижения в классе.
В сезоне 1957/58 Аббади забил 13 мячей. Главный матч сезона для Хулио состоялся 1 ноября 1957 года, «Дженоа» в дерби против «Сампдории» одержала победу со счётом 3:1, а Аббади провёл одну из самых лучших своих игр. На следующий день итальянские газеты называли Хулио настоящим «леопардом» за то, что он в одиночку разгромил «Сампдорию».
Следующие годы игровой карьеры Аббади были охарактеризованы сильным спадом в игре. Последний матч за «Дженоа» он провёл 29 мая 1960 года в матче против «Палермо» (1:1). Всего за «Дженоа», Аббади провёл 95 матчей и забил 24 мяча. Свою итальянскую футбольную карьеру Хулио закончил, проведя ещё почти два года в клубе «Лекко», в котором провёл 45 матчей и забил 7 мячей.
В возрасте 32 лет он вернулся в Уругвай, в свой родной «Пеньяроль», где выступал до завершения своей игровой карьеры в 1969 году. С «Пеньяролем» в 1966 году он выиграл Кубок Либертадорес и завоевал Межконтинентальный кубок, одолев испанский «Реал Мадрид».
Хулио Сезар Аббади выступал до сорока лет, выиграв 8 национальных титулов чемпиона Уругвая.

## Карьера в сборной
Так как его мать была испанкой, а отец — французом, Аббади в будущем мог выбирать, за какую сборную ему выступать. Выбрав сборную Уругвая, Хулио Сесар отправился на чемпионат мира 1954 года, где его команда дошла до полуфинала, уступив лишь знаменитой сборной Венгрии во главе с Пушкашем со счётом 4:2. В матче за третье место уругвайцы также проиграли, со счётом 3:1 победу одержала сборная Австрии. На этом турнире Аббади забил два гола, оба в ворота сборной Шотландии.
Он был также вызван в сборной Уругвая на мировое первенство 1966 года в Англию, но был вынужден отказаться из-за мышечного растяжения.
За сборную Уругвая Аббади провёл 26 официальных матчей, в которых забил 14 голов.

## Достижения
- Чемпион Уругвая (8): 1951, 1953, 1954, 1962, 1964, 1965, 1967, 1968
- Победитель Кубка Либертадорес: 1966
- Победитель Межконтинентального кубка: 1966
- Победитель Суперкубка межконтинентальных чемпионов: 1969